# Peperomia cupularis
Peperomia cupularis är en pepparväxtart som beskrevs av Ignatz Urban. Peperomia cupularis ingår i släktet peperomior, och familjen pepparväxter. Inga underarter finns listade i Catalogue of Life.